# Baladă din Valea Morții
Baladă din Valea Morții (Una pistola per Ringo) este un film italian western spaghetti din 1965 regizat de Duccio Tessari. Rolul titular (Ringo) este interpretat de Giuliano Gemma. Filmul a avut un mare succes în Italia și a avut o continuare în același an, Ringo se întoarce.

## Distribuție
- Montgomery Wood - Ringo
- George Martin - Sheriff Ben
- Fernando Sancho - Sancho
- Nieves Navarro - Delores
- Antonio Casas - Major Clyde
- Hally Hammond - Miss Ruby
- José Manuel Martin - Pedro
- Pajarito - Timoteo/Tim
- Pablito Alonso - Chico
- Paco Sanz - Colonel
- Juan Casalilla - Mr. Jenkinson
- Nazzareno Zamperla - Sancho henchman
- José Halufi - Sancho henchman
- Duccio Tessari - Felipe, Sancho henchman
- Franco Pesce - Storekeeper
- Alfonso Alcantara - Deputy Sheriff
- Francisco Gabarre - Townsman
- Miguel Pedregosa - Sancho Gang Member
- Carlos Ronda - Storekeeper
- Marc Smith - Ringo Angel Face
- Juan Torres - Henry, Bank Clerk